# Orco
De Orco is een rivier in de Piëmontese provincie Turijn. De rivier ontspringt uit de gletsjers van de 4061 meter hoge Gran Paradiso nabij de Col di Nivolet.
In het stroomgebied van de rivier is een aantal grote stuwdammen gebouwd. Hierdoor zijn de meren Agnel, Serrù, Ceresole, Piantonetto en Valsoera ontstaan. De meeste hiervan liggen in het hoogste deel van het Valle di Locana, ook wel Valle dell'Orco genoemd.
Bij Courgnè verlaat de Orco deze vallei en stroomt vervolgens via de heuvelachtige streek Canavese de Povlakte in. Nabij Chivasso stroomt de rivier uit in de Po.

## Plaatsen langs de Orco
- Ceresole Reale
- Cuorgnè
- Rivarolo Canavese

- Bibliothèque nationale de France: cb11975523j (data)
- Système universitaire de documentation: 027788024
- Virtual International Authority File: 234766360